# Estación de Harrow & Wealdstone
Harrow & Wealdstone es una estación de Network Rail ubicada en Wealdstone, un barrio en el noroeste de Londres (Inglaterra) y más concretamente en el municipio de Harrow. Está dentro de la zona tarifaria 5 de la capital. Tiene seis andenes en los que presta servicio London Overground, Metro de Londres y National Rail. La operadora Southern administra la West London Line de National Rail, mientras que London Midland se encarga de la West Coast Main Line. Las rutas 140, 182, 186, 258, 340, H9, H10 y N18 de London Buses tiene una parada al lado o cerca de la estación.
| London Overground | London Overground | London Overground    | London Overground | London Overground |
| ----------------- | ----------------- | -------------------- | ----------------- | ----------------- |
| Headstone Lane    |                   | Watford DC Line      |                   | Kenton            |
| Metro de Londres  |                   |                      |                   |                   |
| —                 |                   | Bakerloo Line        |                   | Kenton            |
| National Rail     |                   |                      |                   |                   |
| Watford Junction  |                   | West London Line     |                   | Wembley Central   |
| Bushey            |                   | West Coast Main Line |                   | Euston            |
| < estación        | línea             | línea                | línea             | estación >        |